# Llista d'asteroides/143101-143200
| Nom      | Designació provisional | Data de descobriment   | Lloc de descobriment | Descobridor/s          |
| -------- | ---------------------- | ---------------------- | -------------------- | ---------------------- |
| 143101 - | 2002 XB20              | 2 de desembre de 2002  | Socorro              | LINEAR                 |
| 143102 - | 2002 XS20              | 2 de desembre de 2002  | Socorro              | LINEAR                 |
| 143103 - | 2002 XK21              | 2 de desembre de 2002  | Socorro              | LINEAR                 |
| 143104 - | 2002 XL21              | 2 de desembre de 2002  | Socorro              | LINEAR                 |
| 143105 - | 2002 XS21              | 2 de desembre de 2002  | Socorro              | LINEAR                 |
| 143106 - | 2002 XN22              | 3 de desembre de 2002  | Palomar              | NEAT                   |
| 143107 - | 2002 XU23              | 5 de desembre de 2002  | Palomar              | NEAT                   |
| 143108 - | 2002 XV23              | 5 de desembre de 2002  | Socorro              | LINEAR                 |
| 143109 - | 2002 XL24              | 5 de desembre de 2002  | Socorro              | LINEAR                 |
| 143110 - | 2002 XP24              | 5 de desembre de 2002  | Socorro              | LINEAR                 |
| 143111 - | 2002 XS24              | 5 de desembre de 2002  | Socorro              | LINEAR                 |
| 143112 - | 2002 XW24              | 5 de desembre de 2002  | Socorro              | LINEAR                 |
| 143113 - | 2002 XJ25              | 5 de desembre de 2002  | Socorro              | LINEAR                 |
| 143114 - | 2002 XK26              | 3 de desembre de 2002  | Palomar              | NEAT                   |
| 143115 - | 2002 XG27              | 5 de desembre de 2002  | Socorro              | LINEAR                 |
| 143116 - | 2002 XT27              | 5 de desembre de 2002  | Socorro              | LINEAR                 |
| 143117 - | 2002 XZ27              | 5 de desembre de 2002  | Socorro              | LINEAR                 |
| 143118 - | 2002 XJ28              | 5 de desembre de 2002  | Socorro              | LINEAR                 |
| 143119 - | 2002 XL28              | 5 de desembre de 2002  | Socorro              | LINEAR                 |
| 143120 - | 2002 XQ28              | 5 de desembre de 2002  | Socorro              | LINEAR                 |
| 143121 - | 2002 XF29              | 5 de desembre de 2002  | Kitt Peak            | Spacewatch             |
| 143122 - | 2002 XH31              | 6 de desembre de 2002  | Socorro              | LINEAR                 |
| 143123 - | 2002 XS31              | 6 de desembre de 2002  | Socorro              | LINEAR                 |
| 143124 - | 2002 XU31              | 6 de desembre de 2002  | Socorro              | LINEAR                 |
| 143125 - | 2002 XY31              | 6 de desembre de 2002  | Socorro              | LINEAR                 |
| 143126 - | 2002 XV32              | 6 de desembre de 2002  | Socorro              | LINEAR                 |
| 143127 - | 2002 XW32              | 6 de desembre de 2002  | Socorro              | LINEAR                 |
| 143128 - | 2002 XU33              | 5 de desembre de 2002  | Socorro              | LINEAR                 |
| 143129 - | 2002 XA34              | 5 de desembre de 2002  | Socorro              | LINEAR                 |
| 143130 - | 2002 XF34              | 5 de desembre de 2002  | Socorro              | LINEAR                 |
| 143131 - | 2002 XE35              | 7 de desembre de 2002  | Kitt Peak            | Spacewatch             |
| 143132 - | 2002 XN35              | 5 de desembre de 2002  | Socorro              | LINEAR                 |
| 143133 - | 2002 XB36              | 5 de desembre de 2002  | Socorro              | LINEAR                 |
| 143134 - | 2002 XS37              | 8 de desembre de 2002  | Palomar              | NEAT                   |
| 143135 - | 2002 XY37              | 6 de desembre de 2002  | Socorro              | LINEAR                 |
| 143136 - | 2002 XC38              | 6 de desembre de 2002  | Socorro              | LINEAR                 |
| 143137 - | 2002 XK38              | 6 de desembre de 2002  | Socorro              | LINEAR                 |
| 143138 - | 2002 XU38              | 7 de desembre de 2002  | Socorro              | LINEAR                 |
| 143139 - | 2002 XC39              | 7 de desembre de 2002  | Ondřejov             | P. Pravec, P. Kušnirák |
| 143140 - | 2002 XT39              | 10 de desembre de 2002 | Socorro              | LINEAR                 |
| 143141 - | 2002 XY40              | 6 de desembre de 2002  | Socorro              | LINEAR                 |
| 143142 - | 2002 XF41              | 6 de desembre de 2002  | Socorro              | LINEAR                 |
| 143143 - | 2002 XH41              | 6 de desembre de 2002  | Socorro              | LINEAR                 |
| 143144 - | 2002 XU41              | 6 de desembre de 2002  | Socorro              | LINEAR                 |
| 143145 - | 2002 XC42              | 6 de desembre de 2002  | Socorro              | LINEAR                 |
| 143146 - | 2002 XL42              | 6 de desembre de 2002  | Socorro              | LINEAR                 |
| 143147 - | 2002 XT42              | 8 de desembre de 2002  | Kitt Peak            | Spacewatch             |
| 143148 - | 2002 XO43              | 6 de desembre de 2002  | Socorro              | LINEAR                 |
| 143149 - | 2002 XC44              | 6 de desembre de 2002  | Socorro              | LINEAR                 |
| 143150 - | 2002 XJ45              | 10 de desembre de 2002 | Socorro              | LINEAR                 |
| 143151 - | 2002 XC46              | 10 de desembre de 2002 | Palomar              | NEAT                   |
| 143152 - | 2002 XE48              | 10 de desembre de 2002 | Socorro              | LINEAR                 |
| 143153 - | 2002 XV48              | 10 de desembre de 2002 | Socorro              | LINEAR                 |
| 143154 - | 2002 XA50              | 10 de desembre de 2002 | Socorro              | LINEAR                 |
| 143155 - | 2002 XS50              | 10 de desembre de 2002 | Socorro              | LINEAR                 |
| 143156 - | 2002 XC51              | 10 de desembre de 2002 | Socorro              | LINEAR                 |
| 143157 - | 2002 XN51              | 10 de desembre de 2002 | Socorro              | LINEAR                 |
| 143158 - | 2002 XO54              | 10 de desembre de 2002 | Palomar              | NEAT                   |
| 143159 - | 2002 XR54              | 10 de desembre de 2002 | Palomar              | NEAT                   |
| 143160 - | 2002 XP55              | 10 de desembre de 2002 | Palomar              | NEAT                   |
| 143161 - | 2002 XA56              | 8 de desembre de 2002  | Haleakala            | NEAT                   |
| 143162 - | 2002 XQ57              | 10 de desembre de 2002 | Palomar              | NEAT                   |
| 143163 - | 2002 XY57              | 11 de desembre de 2002 | Socorro              | LINEAR                 |
| 143164 - | 2002 XF58              | 11 de desembre de 2002 | Socorro              | LINEAR                 |
| 143165 - | 2002 XO58              | 11 de desembre de 2002 | Socorro              | LINEAR                 |
| 143166 - | 2002 XZ59              | 10 de desembre de 2002 | Socorro              | LINEAR                 |
| 143167 - | 2002 XC60              | 10 de desembre de 2002 | Socorro              | LINEAR                 |
| 143168 - | 2002 XO62              | 11 de desembre de 2002 | Socorro              | LINEAR                 |
| 143169 - | 2002 XZ62              | 11 de desembre de 2002 | Socorro              | LINEAR                 |
| 143170 - | 2002 XJ64              | 11 de desembre de 2002 | Socorro              | LINEAR                 |
| 143171 - | 2002 XH65              | 12 de desembre de 2002 | Socorro              | LINEAR                 |
| 143172 - | 2002 XA67              | 10 de desembre de 2002 | Kitt Peak            | Spacewatch             |
| 143173 - | 2002 XF67              | 10 de desembre de 2002 | Palomar              | NEAT                   |
| 143174 - | 2002 XD68              | 11 de desembre de 2002 | Palomar              | NEAT                   |
| 143175 - | 2002 XJ68              | 12 de desembre de 2002 | Palomar              | NEAT                   |
| 143176 - | 2002 XB73              | 11 de desembre de 2002 | Socorro              | LINEAR                 |
| 143177 - | 2002 XF73              | 11 de desembre de 2002 | Socorro              | LINEAR                 |
| 143178 - | 2002 XN73              | 11 de desembre de 2002 | Socorro              | LINEAR                 |
| 143179 - | 2002 XB74              | 11 de desembre de 2002 | Socorro              | LINEAR                 |
| 143180 - | 2002 XE75              | 11 de desembre de 2002 | Socorro              | LINEAR                 |
| 143181 - | 2002 XU75              | 11 de desembre de 2002 | Socorro              | LINEAR                 |
| 143182 - | 2002 XL76              | 11 de desembre de 2002 | Socorro              | LINEAR                 |
| 143183 - | 2002 XE77              | 11 de desembre de 2002 | Socorro              | LINEAR                 |
| 143184 - | 2002 XK77              | 11 de desembre de 2002 | Socorro              | LINEAR                 |
| 143185 - | 2002 XS77              | 11 de desembre de 2002 | Socorro              | LINEAR                 |
| 143186 - | 2002 XP78              | 11 de desembre de 2002 | Socorro              | LINEAR                 |
| 143187 - | 2002 XT78              | 11 de desembre de 2002 | Socorro              | LINEAR                 |
| 143188 - | 2002 XW78              | 11 de desembre de 2002 | Socorro              | LINEAR                 |
| 143189 - | 2002 XB79              | 11 de desembre de 2002 | Socorro              | LINEAR                 |
| 143190 - | 2002 XQ80              | 11 de desembre de 2002 | Socorro              | LINEAR                 |
| 143191 - | 2002 XO81              | 11 de desembre de 2002 | Socorro              | LINEAR                 |
| 143192 - | 2002 XB83              | 13 de desembre de 2002 | Palomar              | NEAT                   |
| 143193 - | 2002 XV83              | 13 de desembre de 2002 | Palomar              | NEAT                   |
| 143194 - | 2002 XT84              | 11 de desembre de 2002 | Palomar              | NEAT                   |
| 143195 - | 2002 XW84              | 14 de desembre de 2002 | Socorro              | LINEAR                 |
| 143196 - | 2002 XE85              | 11 de desembre de 2002 | Socorro              | LINEAR                 |
| 143197 - | 2002 XL86              | 11 de desembre de 2002 | Socorro              | LINEAR                 |
| 143198 - | 2002 XH87              | 11 de desembre de 2002 | Socorro              | LINEAR                 |
| 143199 - | 2002 XJ87              | 11 de desembre de 2002 | Socorro              | LINEAR                 |
| 143200 - | 2002 XV87              | 12 de desembre de 2002 | Palomar              | NEAT                   |